# Onthophagus songsokensis
Onthophagus songsokensis là một loài bọ cánh cứng trong họ Bọ hung (Scarabaeidae).